# 日本レヂボン
日本レヂボン株式会社（にほんレヂボン、英: NIPPON RESIBON CORPORATION）は、大阪府大阪市西区に本社を置く砥石メーカー。ノリタケグループの1社。

## 概要
1958年（昭和33年）創業の砥石メーカーでオフセット砥石ではトップシェア。元は三菱商事グループに属していたが、2009年（平成21年）7月にノリタケカンパニーリミテドの持分法適用会社となると、2014年（平成26年）12月に同社の連結子会社となり、2021年（令和3年）6月には完全子会社となった。

## 沿革
- 1958年（昭和33年）2月4日 - 「日本レヂボン製砥株式会社」として設立[2]。
- 1985年（昭和60年）4月 - 「日本レヂボン株式会社」に商号変更[2]。
- 1988年（昭和63年）11月24日 - 大阪証券取引所市場第二部特別指定銘柄に株式を上場[2]。
- 1996年（平成8年）1月 - 大阪証券取引所市場第二部に指定替え。
- 1998年（平成10年）9月 - 日研工業株式会社を子会社化。
- 2006年（平成18年）4月 - 子会社であった株式会社レヂボン倶楽部を吸収合併。
- 2009年（平成21年）4月 - 販売子会社である株式会社菱和と日研工業株式会社を合併。
- 2009年（平成21年）7月24日 - 株式会社ノリタケカンパニーリミテドの持分法適用会社となる。
- 2013年（平成25年）7月 - 大阪証券取引所と東京証券取引所の現物株市場統合に伴い、東京証券取引所第二部に上場[2]。
- 2014年（平成26年）12月 - 株式会社ノリタケカンパニーリミテドが株式公開買付けを実施。同社の連結子会社となる[2]。
- 2015年（平成27年）3月 - 上場廃止[2]。株式会社ノリタケカンパニーリミテド及び三菱商事株式会社のみが株主となる。
- 2021年（令和3年）6月 - 株式会社ノリタケカンパニーリミテドの完全子会社となる[2]。
- 2022年（令和4年）10月 - 株式会社ノリタケコーテッドアブレーシブと合併[3]。

## 事業所
- 本社（大阪府大阪市西区）
- 営業本部 - 販売推進室、営業企画部、海外営業部（大阪府大阪市西区）
  - 東京オフィス（神奈川県横浜市都筑区）
  - 名古屋オフィス（愛知県名古屋市西区）
  - 福岡オフィス（福岡県福岡市博多区）
- 生産本部 - 資材部、生産技術部（岐阜県飛騨市）
  - 古川工場（岐阜県飛騨市）
  - 古川倉庫（岐阜県飛騨市）
  - コンポジット事業部（岐阜県飛騨市）
- 品質本部（岐阜県飛騨市）
- 技術本部（岐阜県飛騨市）

## 関連会社
- 株式会社ノリタケカンパニーリミテド（親会社）
- 株式会社菱和
- DIA RESIBON(THAILAND)CO.,LTD.（タイ）